# Cedar Stars Rush
El Cedar Stars Rush es un equipo de fútbol de Estados Unidos que juega en la USL League Two, la cuarta división de fútbol del país.

## Historia
Fue fundado el 19 de septiembre de 2018 en la ciudad de Teaneck, New Jersey luego de que la United Soccer League anunciara que la ciudad estaría representada en la USL League Two como uno de los equipos fundadores de la nueva liga que iniciaría en 2019.
En su primera temporada en la liga el club terminó en cuarto lugar de su división y no pudo clasificar a los playoffs.